# Euphorbia nogalensis
Euphorbia nogalensis är en törelväxtart som först beskrevs av A.Hässl., och fick sitt nu gällande namn av Susan Carter. Euphorbia nogalensis ingår i släktet törlar, och familjen törelväxter.
Artens utbredningsområde är Somalia. Inga underarter finns listade i Catalogue of Life.